# بستی ناری
بستی ناری (به انگلیسی: Basti Nari) یک منطقهٔ مسکونی در پاکستان است که در پنجاب واقع شده‌است. بستی ناری ۱۰۵ متر بالاتر از سطح دریا واقع شده‌است.